# ユニカねっと
ユニカねっとは、消費者行政の一元化を求める日本の消費者団体。正式名称消費者主役の新行政組織実現全国会議。各種消費者団体、個人によって構成され、2009年5月時点では74団体が加入していた。2009年9月、消費者庁の発足を受け、目標を達成したとして活動を終了した。
消費者目線での「消費者のための新しい行政組織」を謳っているが、その実体や目的については明確ではなく、ホームページ上では「ギョーザへの薬物混入、こんにゃくゼリーなど…恐ろしい食品被害」などと、明確な理由も提示せずに過去起こった問題を、一緒くたに捉えてる文言も記載されており、明確な食品被害についての基準の提示もない。
そもそも、こんにゃくゼリーの危険性と安全性については種々様々な意見があり、餅などとどういった点で危険性が異なるのかもホームページ上には明確に示されていない。
また実際に消費者の声をどのように汲み上げ、どういった手順によってそれを反映させるかの流れも不明なのだが、それでもまるで民意によって動いているような文言が載っているため、消費者の混同を招いている点もある。
こういった点で、一部では消費者保護を錦の御旗に特定企業にクレームをつける営利団体ではないかとの声も上がっている。